# 聴者
聴者（ちょうしゃ）とは、
1. ラジオの聞き手。聴取者、受聴者。英語のlistener。→リスナー
2. 聴覚障害者の側から、あるいはそうした人たちと対比して聴覚に障害が無い人のことを言う表現[1]。健聴者[2]。聴覚の健常者。
聴覚に障害が無い人のことを、「健聴者」と呼ぶ場合がある。しかし、この呼び方は、「健聴者＝耳が健常な人」。つまり、裏返せば「健聴者ではない＝耳が異常な人」という無意識の意味が込められていると考え、「異常」という言葉に違和感を持つ人達もいないわけではない。そのような人達は、ろう者としての誇りを持つ人達に多い。[要出典]